# 이정헌 (1971년)
이정헌(李政憲, 1971년 5월 5일~)은 대한민국의 기자 출신 정치인이다. 제22대 국회의원이다.

## 학력
- 전주영생고등학교 졸업
- 서강대학교 영어영문학과 학사

## 경력
- 1994년~1997년 광주MBC 기자
- 1997년~2011년 JTV전주방송 기자. 앵커. 시사정보팀장. 보도팀장
- 2011년~2013년 JTBC 기자. 사회1부 차장. 주말 저녁뉴스.평일 이브닝뉴스 앵커
- 2013년 11월~2014년 7월 중앙일보 국제부 차장
- 2014년 7월~2017년 7월 중앙일보 JTBC 도쿄특파원
- 2017년 7월~2022년 1월 JTBC 보도국 뉴스제작2부장. 뉴스제작2팀장. JTBC 뉴스 아침& 앵커
- 2022년 1월~2022년 3월 제20대 대통령 선거 더불어민주당 이재명 대통령 후보 대한민국대전환 선거대책위원회 직속 공보단 대변인 겸 미디어센터장
- 2022년 6월~2022년 7월 김관영 민선8기 전라북도지사 당선자 인수위원회 대변인
- 2024년 4월 10일: 대한민국 제22대 국회의원 선거 당선(서울 광진구 갑, 더불어민주당, 초선)
- 2024년 5월~: 더불어민주당 서울특별시당 광진구 갑 지역위원회 위원장
- 2024년 10월~: 더불어민주당 서울특별시당 수석대변인
- 2024년 10월~: 더불어민주당 정보통신특별위원회 위원장
- 2024년 11월~2025년 8월: 더불어민주당 이재명 대표 국민소통특보단 방송통신특보
- 2025년 6월~2025년 8월: 국정기획위원회 경제2분과 위원

### 의정 활동
- 2024년 5월 30일~: 제22대 국회의원(서울 광진구 갑, 더불어민주당, 초선)
  - 2024년 6월~: 제22대 국회 전반기 과학기술정보방송통신위원회 위원

## 진행 프로그램
- 2011년 JTBC 주말뉴스 진행
- 2013년 JTBC 뉴스 이브닝
- 2017년~2022년 JTBC 뉴스 아침&

## 역대 선거 결과
| 실시년도 | 선거   | 대수 | 직책     | 선거구         | 정당         | 득표수   | 득표율          | 순위 | 당락 | 비고 |
| -------- | ------ | ---- | -------- | -------------- | ------------ | -------- | --------------- | ---- | ---- | ---- |
| 2024년   | 총선   | 22대 | 국회의원 | 서울 광진구 갑 | 더불어민주당 | 54,105표 | \| \| 52.53% \| | 1위  |      | 초선 |
|          | 52.53% |      |          |                |              |          |                 |      |      |      |

## 소속 정당
| 소속 정당 | 소속 정당    | 소속 기간 | 비고      |
| --------- | ------------ | --------- | --------- |
|           | 더불어민주당 | 2022~현재 | 정계 입문 |

## 같이 보기
- 광진구 갑
- 서울 광진구의 국회의원